# 半獣神の午後
『半獣神の午後』（はんじゅうしんのごご、仏：L'Après-midi d'un Faune）は、フランス近代詩人ステファヌ・マラルメの詩である。

## 概要
マラルメの最も有名な作品のひとつであり、フランス文学における象徴主義で重要な位置を占める。
この作品は初め1865年から1867年の間に、舞台での上演を想定して書かれたものであったが却下される。その後、『現代高踏派詩集』のために改稿し提出するも、またもや却下。最終的に第3稿が1876年にマネの挿絵つきで、豪華本として出版された。
午睡から目覚めた半獣神が、2匹のニンフたちとの官能的な体験について、おぼろげに自問自答する様子を牧歌的に描いている。
この詩はクロード・ドビュッシーの管弦楽『牧神の午後への前奏曲』、ヴァーツラフ・ニジンスキーのバレエ『牧神の午後』にインスピレーションを与え、芸術のモダニズムの発展におおいに貢献した。
なお、慣習としてフランス語原題のFauneは、マラルメの詩については半獣神、ドビュッシーの作品については牧神と訳される。